# Décennie infâme

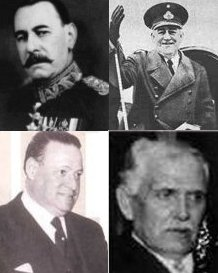
Les quatre chefs d’État successifs de la Décennie infâme. En haut : Uriburu et Justo ; en bas : Ortiz et Castillo.

Il est d’usage en Argentine de désigner par Décennie infâme (en esp. Década Infame) la période de l’histoire politique de ce pays s'étendant du 6 septembre 1930, date du coup d’État civico-militaire qui renversa le président Hipólito Yrigoyen, jusqu’au 4 juin 1943, date du coup d’État militaire qui destitua le président en exercice Ramón Castillo. Le terme Décennie infâme, qui fut forgé et appliqué à cette période par l’historien autodidacte péroniste ultra-nationaliste José Luis Torres, s’explique par la pratique systématique de la fraude électorale, appelée fraude patriotique, par la persécution des opposants politiques (principalement des membres de l’UCR), et par de nombreux cas de corruption qui scandalisèrent l’opinion publique argentine.
C’est dans cette conjoncture que l’Argentine négocia avec le Royaume-Uni le pacte Roca-Runciman, qui garantissait les exportations de viande argentine en échange d’importantes concessions économiques accordées à l’Angleterre, parmi lesquelles se signale en particulier la concession de l’ensemble des moyens de transport public de la ville de Buenos Aires à une entreprise mixte dénommée Corporación de Transportes de la Ciudad de Buenos Aires. Mais, à l’inverse, le protectionnisme commercial adopté finalement par les grandes puissances en réponse à la Grande Dépression accéléra le développement industriel du pays par la mise en œuvre d’une politique de substitution aux importations. Aussi la politique économique du pouvoir tendit-elle parallèlement à se faire plus dirigiste : furent ainsi créés la Banque centrale de la République argentine, en même temps qu’un grand nombre d’organismes publics de régulation (Comité national des Grains, Comité national des viandes, etc.) et d’entreprises d’État (industrie militaire, sidérurgie, etc.).
Consécutivement à l’essor rapide du secteur industriel ‒ lequel devait en 1943, pour la première fois dans l’histoire argentine, dépasser le secteur agricole ‒, la Décennie infâme sera marquée également par des migrations massives de population de la campagne vers la ville et des provinces du nord vers la métropole Buenos Aires.
Les piètres résultats économiques et le mécontentement populaire amenèrent en juin 1943 à un nouveau coup d’État, dit Révolution de 1943, exécuté par le Grupo de Oficiales Unidos (GOU), faction nationaliste des Forces armées, qui mit fin à la Décennie infâme en portant au pouvoir le général Arturo Rawson.

## Antécédents
L’Argentine, née en 1810, fut en proie dans ses 70 premières années d’existence à de continuelles guerres intestines. Ces conflits contribueront cependant à jeter les bases de l’Argentine moderne, à savoir : son organisation politique fédérale ; un système économique fondé sur l’exportation de matières premières — de la laine d’abord, de la viande et des céréales ensuite — et sur l’importation de produits manufacturés ; un système de services publics et de commerce financé par des capitaux européens, principalement britanniques ; et un modèle culturel faisant coexister une Église catholique influente et une laïcité de modèle européen, plus spécifiquement français. Le système politique se cristallisa à partir de 1880 en un régime républicain conservateur, qui, s’il permit une vigoureuse croissance économique, se signalait aussi par son déficit sur le plan des libertés politiques.

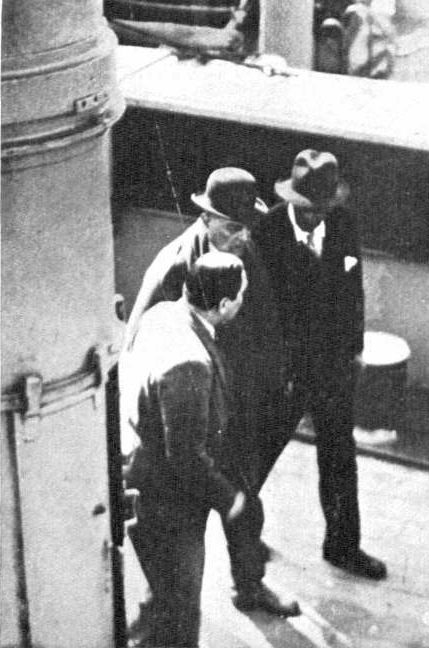
Hipólito Yrigoyen est transféré après son arrestation à l’île Martín García.

Au début du XXe siècle, le système conservateur traversa une série de crises successives qui aboutirent à l’adoption d’une réforme électorale instaurant le suffrage universel (masculin) secret. Au rebours de ce que ses promoteurs escomptaient, la réforme porta au pouvoir le parti Union civique radicale (UCR), en la personne du président Hipólito Yrigoyen ; celui-ci mit en œuvre quelques réformes économiques et sociales, lesquelles du reste n’étaient pas de nature à compromettre le modèle agro-exportateur. La fraction conservatrice et quelques groupes au sein de l’UCR elle-même s’opposèrent à ces réformes, en faisant obstacle à beaucoup d’entre elles au congrès national, où le radicalisme n’eut jamais la majorité.
Le successeur d’Yrigoyen, Marcelo T. de Alvear, arrivé au pouvoir en 1922, s’éloigna de la politique yrigoyéniste et prit appui sur la fraction antipersonnaliste de l’UCR ; son gouvernement, favorisé par l’embellie de l’économie mondiale, engagea différents chantiers de travaux publics. En 1928, Yrigoyen, réélu président, s’entoura de collaborateurs jeunes et réformistes, qui aspiraient à mettre en œuvre une politique beaucoup plus audacieuse sur les plans économique et social. La Grande Dépression et la farouche opposition tant des conservateurs que des antipersonnalistes firent avorter ces ambitions.
Dans ce contexte, la croissance d’un mouvement nationaliste, principalement dans l’armée de terre, mais soutenue aussi par des intellectuels de renom comme Leopoldo Lugones ou Ernesto Palacio, acquit une importance cruciale. À la fin de la décennie 1920 paraissaient plusieurs périodiques d’inspiration fasciste, quoique davantage liés idéologiquement à la dictature de Primo de Rivera en Espagne qu’à l’Italie fasciste. À la même époque sévissaient des troupes de choc organisées par le patronat, telles que la Ligue patriotique, utilisée principalement contre les syndicats. Plusieurs officiers supérieurs mirent sur pied des loges militaires, au début afin de se soustraire à la politisation à laquelle les soumettait le radicalisme, puis plus tard pour servir leurs propres desseins politiques.
Début 1930, la crise économique opéra une convergence entre l’opposition politique, une grande partie de l’armée et les groupes d’extrême droite, unis dans une même intention de renverser Yrigoyen. Le président, visiblement vieilli, prétendait contrôler chaque détail de l’administration, mais en fait n’avait aucun pouvoir de décision, ni même celui de définir les décisions politiques les plus générales. La presse, en particulier les quotidiens La Prensa et Crítica, apportait complaisamment son appui à toute initiative dirigée contre le gouvernement, et se faisait l’écho des rumeurs les plus absurdes pour le discréditer ; d’autre part, les nationalistes jouissaient dans la presse d’une tribune de plus en plus grande, grâce à des journaux tels que La Fronda et La Nueva República.
En août 1930, l’opinion publique pressentait qu’un coup d’État était en gestation ; Yrigoyen cependant nia cette possibilité, alors que même les noms des meneurs de la conspiration apparaissaient au grand jour, à savoir : les généraux José Félix Uriburu, inspecteur général de l’armée, qui venait d’être mis à la retraite par le président, et Agustín Pedro Justo, ancien ministre de la Guerre sous Alvear. Outre ces deux meneurs, la conspiration pouvait compter sur la promesse d’appui d’officiers de rang inférieur et de quelques rares colonels. Voyant le désordre qui régnait chez les officiers putschistes, Justo préféra se borner à un soutien critique. Dans les premières journées de septembre, pour éviter le coup d’État, étudiants et dirigeants socialistes occupèrent la voie publique en réclamant la démission d’Yrigoyen ; le gouvernement cependant continua de garantir la liberté de la presse et de réunion, facilitant ainsi les plans de ses ennemis. Le président dut temporairement quitter ses fonctions, et son suppléant, le vice-président Enrique Martínez, qui conspirait contre lui, s’abstint de prendre aucune décision ; le seul décret qu’il arriva à signer fut une mesure trop tardive de censure à l’encontre de la presse d’opposition.

## Coup d’État du 6 septembre 1930

### Contexte
La crise économique mondiale de 1929, appelée Grande Dépression, eut une profonde répercussion sur la situation de l’Argentine. Elle affecta le pays en premier lieu du point de vue économique, attendu que 80 % des recettes fiscales dérivaient de son commerce extérieur. La crise créa une forte tension sociale, provoquée par la baisse des salaires et la hausse du chômage, c’est-à-dire par une situation de contraction de l’économie — ce qui à son tour déterminait, sur le plan politique, un contexte propice à la survenue du coup d’État de 1930. Plus particulièrement, la situation de tension et de malaise produite par la crise de 1929 se traduisit aussi par une préoccupation et des incertitudes dans les milieux économiques dominants, ce qui contribua à susciter un climat favorable à un putsch. Du reste, il y avait alors de façon générale une crise des systèmes démocratiques dans toute l’Amérique latine.
D’autre part, les enseignements de l’Église catholique sur la question sociale s’appuyaient à cette époque sur l’encyclique Rerum Novarum de 1891, laquelle, traitant des conditions des classes laborieuses, marquait son soutien au droit pour les travailleurs de « constituer des unions ou syndicats », mais réaffirmait son appui au droit à la propriété privée et, abordant les relations entre gouvernement, entreprises, travailleurs et Église, proposait une organisation socio-économique que l’on désignera plus tard par le terme de corporatisme. Ce n’est qu’à partir de 1931 que le pape Pie XI condamnera le fascisme et proposera de mettre en pratique les principes de la « droite raison » et de la philosophie social-chrétienne.
Les positions nationalistes inspirées de l’Italie mussolinienne et favorables à l’instauration d’un régime corporatiste entraînèrent la scission du Parti populaire et sa dissolution. Les nationalistes catholiques prêtèrent ensuite main-forte à l’hebdomadaire d’opposition La Nueva República, très critique vis-à-vis du gouvernement d’Hipólito Yrigoyen, lequel, en pleine Grande Dépression mondiale de 1929, était violemment fustigé pour une série d’interventions fédérales (mise sous tutelle directe, par voie de décret, d’une province par le pouvoir central) et pour plusieurs assassinats d’opposants, dont le sénateur Lencinas, autant de dérives qui eurent pour effet d’écorner la démocratie et de fournir le terreau du coup d’État militaire de 1930 dirigé par le général José Félix Uriburu.

### Le coup d’État et le gouvernement militaire

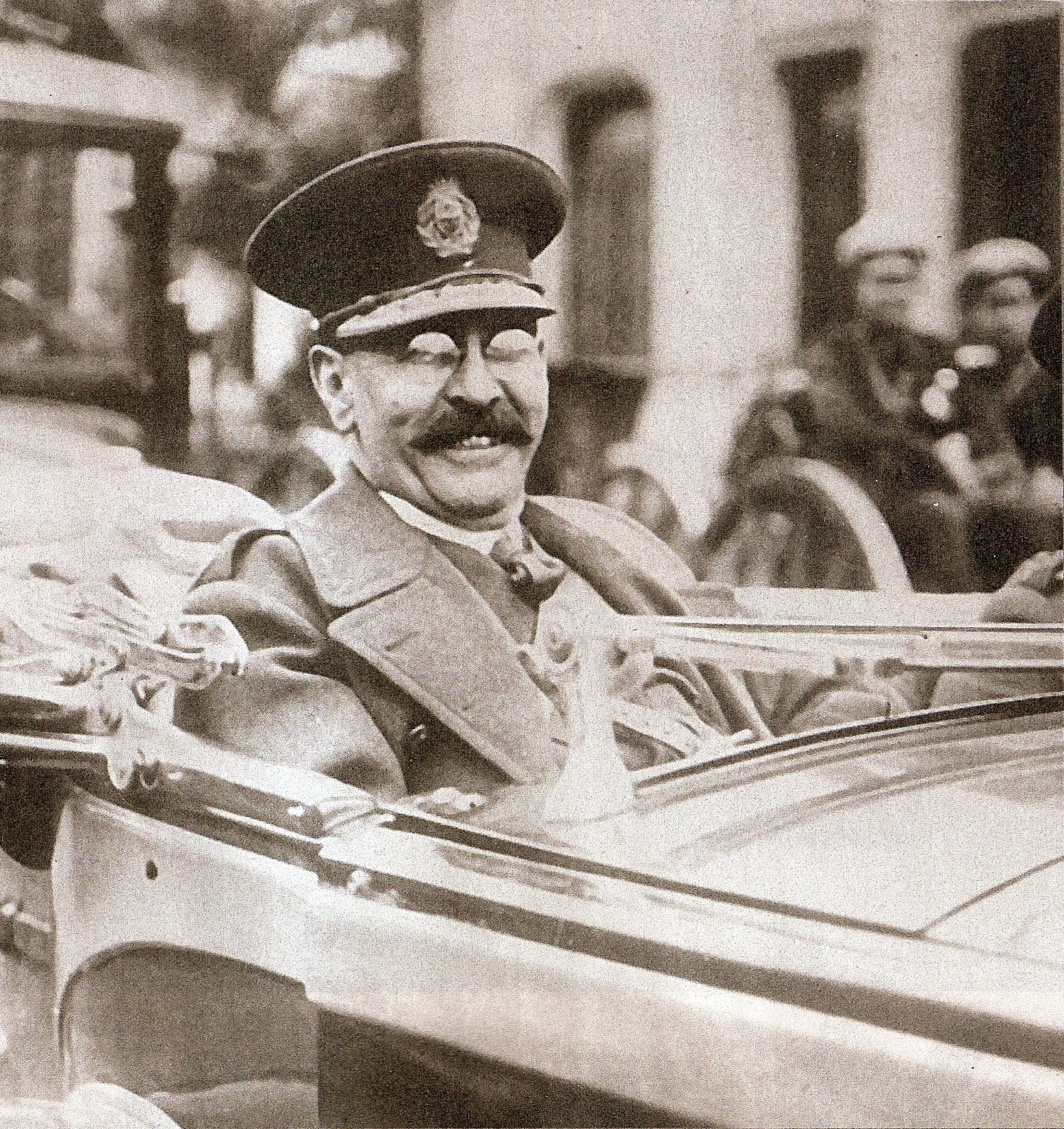
Le général José Félix Uriburu donna en 1930 le coup d’envoi de la longue série de coups d’État et de dictatures militaires en Argentine, série qui s’égrènera jusqu’en 1983.

Dans la matinée du 6 septembre, Uriburu se mit à la tête d’une colonne composée d’hommes de troupe et d’officiers du Collège militaire de la nation et fit mouvement vers le centre de Buenos Aires. Au départ, les effectifs sous ses ordres comprenaient à peine 2000 soldats et cadets, mais au fur et à mesure qu’ils progressaient, un grand nombre de civils vinrent se joindre à eux ; la colonne ne rencontra aucune résistance jusqu’au moment où elle arriva devant le Palais du congrès, où une fusillade la dispersa. Accompagnée de quelques rares officiers, la colonne poursuivit toutefois sa route jusqu’à la Casa Rosada, où elle contraignit le vice-président à démissionner. Yrigoyen s’enfuit à La Plata, où il remit sa démission au commandant d’un régiment. Il fut arrêté et incarcéré sur l’île Martín García, et son domicile mis à sac.
Uriburu se nomma lui-même président provisoire et publia une proclamation, rédigée par Leopoldo Lugones, mais amendée par le colonel José María Sarobe. Il décréta la dissolution du congrès et assuma le pouvoir législatif en plus de l’exécutif ; il décréta en outre l’intervention fédérale dans toutes les provinces argentines, à deux exceptions, celles d’Entre Ríos et de San Luis, seules provinces gouvernées par les conservateurs. Son cabinet ministériel se composait de membres du vieux Parti conservateur, qui pour la plupart n’avaient qu’une expérience de fonctionnaire, et avaient été écartés de la fonction publique avec l’avènement d’Yrigoyen, quatorze années auparavant.
Peu nombreux seront ceux qui s’opposeront au nouveau pouvoir : à peine quelques étudiants et le doyen de la faculté de droit de l’université de Buenos Aires, le socialiste Alfredo Palacios, qui démissionna de son poste. Au contraire, tant le Parti conservateur morcelé que le Parti démocrate progressiste et le Parti socialiste indépendant se hâtèrent de reconnaître le dictateur.
L’ancien président Marcelo T. de Alvear, qui résidait en France au moment du coup d’État, appuya celui-ci dans un premier temps, sur la foi de la description de l’état du pays que lui avaient faite ses coreligionnaires — en majorité antipersonnalistes —, qui lui firent entrevoir une situation beaucoup plus chaotique qu’elle était en réalité et lui faussèrent ainsi le jugement.
La Cour suprême, saisie à la suite d’une requête de plusieurs dirigeants radicaux, refusa de récuser le gouvernement provisoire et rendit au contraire, le 10 septembre, un arrêt reconnaissant l’existence d’« un gouvernement de facto, dont le titre ne peut être juridiquement discuté avec quelque chance de succès par les personnes, en tant qu’il exerce la fonction administrative et politique découlant de ce qu’elle détient la force comme recours pour l’ordre et la sûreté publiques ». Cette décision sera à l’origine de la doctrine des gouvernements de facto en Argentine.

## Dictature d’Uriburu
Des centaines de dirigeants radicaux furent mis en détention, et quelques-uns expédiés à la prison d'Ushuaïa. La dictature interdit les manifestations publiques de tout type et décréta la loi martiale pour quiconque serait surpris commettant quelque délit que ce fût, y compris un délit ordinaire. Les grèves aussi furent prohibées, passant au rang de délits graves.
Ce qu’Uriburu prônait et incarnait à ce moment-là était fondamentalement et en premier lieu un nationalisme catholique corporatiste. Le projet de constitution caressé par Uriburu et sa faction visait à instituer un système néocorporatiste mixte, c’est-à-dire impliquant l’existence d’une chambre corporative, p.ex. avec une représentation des syndicats et du patronat, à côté d’une autre chambre vouée à la représentation politique. Idéologiquement, il restait tributaire du nationalisme catholique, qui avait gagné en ampleur en Argentine depuis les années 1920.
Le plan économique du gouvernement provisoire n’était en réalité que la continuation de celui d’Yrigoyen ; face à la Dépression, celui-ci avait décrété l’inconvertibilité du peso. Uriburu établit le contrôle des changes, afin de prévenir la fuite de l’or encore présent dans les coffres de l’État. Il instaura un strict cadre de priorités pour les dépenses publiques, afin de ne pas se trouver en état de cessation de paiements de la dette extérieure. En outre, il dut faire face à des arriérés de payement envers les employés de la fonction publique, arriérés qu’avait accumulés le gouvernement précédent et pour éponger lesquels l’on décida de créer de nouvelles taxes, sur les transactions, les rentes et l’essence, et d’augmenter les tarifs des services publics fournis par l’État.
La Banque nationale d’Argentine accorda des crédits aux producteurs de maïs pour qu’ils gardent par devers eux leurs récoltes, la propension à vendre le plus tôt possible tendant en effet à déprimer les prix. Tous les travaux publics furent gelés, à la seule exception des élévateurs à grains, dont la concession fut octroyée à l’Association des coopératives argentines (ACA), que l’État fera bénéficier d’autres avantages encore dans le but de la rendre en mesure de concurrencer les entreprises exportatrices dans la commercialisation des céréales à l’étranger. Cet ensemble de mesures permit d’éviter que la chute des prix — très considérable depuis l’éclatement de la crise — ne vînt encore à s’aggraver. En revanche, Uriburu ne réussit pas à obliger les compagnies ferroviaires à baisser leurs tarifs pour le transport des céréales.

### Tentative d’instauration d’un État corporatiste
Uriburu jura de respecter la constitution nationale et la loi Sáenz Peña, et dans son discours invita la population à corriger par les urnes les « abus » de l’yrigoyénisme. Cependant, ce discours s’explique en fait par ceci qu’il avait besoin de l’appui de la fraction « libérale » dirigée par Justo et Sarobe. Au fil du temps toutefois, il en revint à ses idées autoritaires et corporatistes à la fois dans ses discours et dans ses nominations aux postes d’autorité. Il aspirait à modifier la constitution et à remplacer le système démocratique par un autre régime, totalement différent, où ce ne serait plus le vote individuel qui déciderait des orientations politiques, mais la position des corporations, en particulier des corporations patronales et des associations professionnelles, au milieu desquelles les syndicats ne seraient plus que des acteurs mineurs — position qui du reste aurait à se garder de trop s’écarter de l’orthodoxie idéologique. Les discours soulignaient continuellement la nécessité de restaurer l’ordre, la propriété et les « hiérarchies ». Mais, au rebours des fascismes européens, la droite argentine considérait que la clef du système politique devait être les forces armées, non les organisations paramilitaires.
Le dictateur proposa la fondation d’un Parti national, auquel auraient à se rallier les autres partis, à l’exclusion toutefois du radicalisme yrigoyéniste et, sans doute, du Parti socialiste. Cette invitation fut déclinée par tous les partis, hormis quelques groupes conservateurs. Ce nonobstant, Uriburu se hasarda à convoquer des élections pour le gouvernorat de la province de Buenos Aires, se fiant à ce qu’une candidature unique du Parti national ferait alors face aux radicaux ; quand son dessein eut avorté, il ne lui fut plus possible de faire marche arrière.
En effet, les élections provinciales de Buenos Aires qui se tinrent au mois d’avril 1931 eurent un résultat inattendu : alors que le gouvernement avait considéré le radicalisme comme totalement « hors de l’histoire », que l’UCR n’avait pas eu le temps de se réorganiser et de mener une campagne électorale, et avait été privée de tout appui dans la presse, le scrutin fut remporté par le candidat radical Honorio Pueyrredón. Bien qu’il manquât plusieurs voix au radicalisme dans le Collège électoral (chargé de désigner le nouveau gouverneur) et qu’il dût négocier avec les socialistes pour enlever le poste, le gouvernement se prit de panique et la plupart des ministres présentèrent leur démission. Uriburu procéda à un remaniement ministériel et nomma des ministres issus de la fraction libérale. Le 8 mai, il suspendit l’appel à convocation du collège électoral provincial et désigna comme gouverneur de facto de la province de Buenos Aires Manuel Ramón Alvarado.
Peu de semaines plus tard, une révolution éclata dans la province de Corrientes, menée par le lieutenant-colonel Gregorio Pomar, laquelle, quoique promptement réprimée, fournit à Uriburu l’excuse qu’il cherchait ; il fit fermer tous les locaux de l’UCR, mit en détention des douzaines de dirigeants politiques, et fit interdiction aux collèges électoraux d’élire des personnalités liées directement ou indirectement à Yrigoyen ; Pueyrredón p.ex. avait été ministre d’Yrigoyen, ce qui le rendait inéligible, et lui valut de surcroît d’être expulsé d’Argentine en même temps qu’Alvear. D’autre part, Uriburu suspendit les élections au poste de gouverneur prévues dans les provinces de Córdoba et de Santa Fe. En septembre 1931, il convoqua des élections générales pour le mois de novembre, et peu après annula les élections provinciales de Buenos Aires.
Après l’échec de son projet corporatiste, Uriburu devait déclarer, quelques heures avant la passation de pouvoir à son successeur Justo, que « le vote secret est précisément ce qui a permis le débridement démagogique que nous avons souffert. »

### LaConcordancia
En considération de la situation de l’opinion publique, il fut mis sur pied, pour contrer l’UCR, qui était alors le parti le plus estimé dans la population, un front électoral dénommé la Concordancia, réunissant le Parti démocrate national (PDN), qui regroupait les conservateurs, l’Union civique radicale antipersonnaliste, qui s’opposait à l’hégémonie yrigoyéniste au sein de l’UCR, et le Parti socialiste indépendant, né d’une scission d’avec le Parti socialiste, à qui une alliance avec les forces libérales et conservatrices, à l’effet de freiner l’yrigoyénisme, apparaissait comme une priorité.
En novembre 1931, Uriburu organisa de nouvelles élections, mais seulement après avoir préalablement interdit les candidatures radicales issues de la faction personnaliste et avoir mis en place un système électoral particulier, dont on reconnaissait publiquement qu’elle constituait une fraude, dite fraude patriotique, et que ses défenseurs acceptaient comme telle. Ce système avait pour but d’en finir avec la manipulation que le parti personnaliste d’Yrigoyen, trempé lui aussi dans des pratiques de corruption à travers les orilleros (rabatteurs) et les punteros políticos (pointeurs), incluant l’achat de voix et la généralisation des extorsions, pratiquait également de façon ordinaire. Dans de telles conditions, la formule présidentielle de la Concordancia, dont faisaient partie le général Agustín Pedro Justo (militaire, antipersonnaliste) et Julio Argentino Roca (fils) (conservateur, PDN), ne put que sortir triomphante du scrutin.
La Concordancia parviendra à se maintenir au pouvoir jusqu’à son renversement par la dénommée Révolution de 1943. Les présidents Agustín Pedro Justo (1932-1938) et Ramón Castillo (1942-1943), de même que Robustiano Patrón Costas, candidat pour la Concordancia aux élections prévues pour 1943, étaient membres du PDN. Le président Roberto Marcelino Ortiz (1938-1942) et Manuel María de Iriondo, candidat à la vice-présidence en 1943, étaient membres de l’UCR antipersonnaliste. Quant au Parti socialiste indépendant, son influence sur les politiques menées par la Concordancia s’exerça surtout dans le domaine économique, sous les espèces des idées dirigistes de Federico Pinedo (fils), qui sera par deux fois ministre des Finances.

### Procès-spectacle contre trois anarchistes
En 1931, un an après l’exécution de l’anarchiste italien Severino Di Giovanni et de son camarade Paulino Scarfó, qui avaient mis en œuvre une campagne de propagande par le fait, visant à la fois à obtenir un soutien international pour Sacco et Vanzetti et à nuire aux intérêts de l’Italie fasciste en Argentine, trois anarchistes furent condamnés à la détention à perpétuité, à l’issue d’un procès-spectacle, en vue duquel ils avaient été torturés par la police, et où ils étaient accusés à tort d’avoir assassiné des membres de la famille du politicien conservateur José M. Blanch (en réalité un meurtre passionnel, dans lequel les accusés n’avaient aucune part, et qui leur fut imputé à la suite d’une dénonciation anonyme). Connu sous le nom de prisonniers de Bragado (en esp. presos de Bragado), cette affaire, assez emblématique de l’attitude répressive du pouvoir en place, suscita une indignation publique internationale. De façon générale, les anarchistes, qui avaient créé un réseau de solidarité avec certains de leurs camarades, expulsés en vertu d’une loi de 1902 sur les conditions de séjour (Ley de Residencia) tendant à légaliser l’expulsion d’immigrants qui « compromettent la sécurité nationale ou troublent l’ordre public », étaient considérés par la dictature d’Uriburu comme des ennemis publics. Avant le prononcé de la sentence, le 20 janvier 1931, trois bombes anarchistes éclatèrent en trois lieux stratégiques différents sur le réseau ferré de Buenos Aires, tuant trois personnes et en blessant dix-sept.
En 1942, sous la pression des mobilisations internationales, le ministre Vicente Solano Lima décida de relaxer les trois prisonniers, qui seront officiellement disculpés un demi-siècle plus tard par une loi de 1993 présentée par le député socialiste Guillermo Estévez Boero. En 2003, une loi octroya une pension à la fille d’un de trois condamnés anarchistes.

## Gouvernement d’Agustín Pedro Justo (1932-1938)

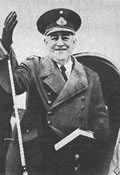
Le gouvernement du général Agustín P. Justo fut marqué par la fraude électorale, par une politique répressive et par une série de scandales liés à la corruption en faveur d’entreprises britanniques.

Agustín Pedro Justo prit ses fonctions de président le 20 février 1932. Sur le plan politique, sa gestion se caractérisa par la proscription du radicalisme et par le recours notoire à la répression et à la fraude électorale, et sur le plan économique par des accords de libre-échange avec l’Angleterre, bientôt relayés par une politique d’industrialisation rapide secondée par la constitution en Argentine d’un État interventionniste en économie.

### Politique intérieure et relations avec l’UCR
Durant le mandat de Justo, le radicalisme, qui, devant l’illégitimité du régime, avait en un premier temps préconisé l’abstention électorale, mena ensuite une vigoureuse opposition. En 1933 se produisirent à Buenos Aires, à Corrientes, et dans les provinces d’Entre Ríos et de Misiones, des soulèvements radicaux, qui se soldèrent par plus d’un millier de détentions. Yrigoyen, gravement malade, fut ramené à Buenos Aires et assigné à résidence ; il mourut le 3 juillet, et ses funérailles au cimetière de la Recoleta donneront lieu à une nombreuse manifestation. En décembre, à l’occasion de la réunion de la convention nationale de l’UCR, une insurrection impliquant conjointement militaires et politiques éclata à Santa Fe, Rosario et Paso de los Libres. José Benjamín Ábalos, ancien ministre d’Yrigoyen, et le colonel Roberto Bosch furent mis en détention, et les participants à la convention et les dirigeants du parti radical furent incarcérés sur l’île Martín García. Marcelo Torcuato de Alvear, anciennement parrain de Justo, dut s’exiler, tandis que d’autres allaient être détenus dans le pénitencier d’Ushuaia en Patagonie.
L’action politique de Luciano Molinas, gouverneur de la province de Santa Fe (1932–1936) et l’un des dirigeants du Parti démocratique progressiste (PDP), et celle d’Amadeo Sabattini, gouverneur de la province de Córdoba (1936–1940), étaient des exceptions notables à ces politiques conservatrices. La première décision du gouverneur Molinas après sa prise de fonction le 20 février 1932 fut de restaurer la constitution progressiste de Santa Fe sanctionnée par l’assemblée constituante de 1921, laquelle constitution avait ensuite été abrogée par le gouverneur radical Enrique Mosca. Il assura l’indépendance du système judiciaire, l’égalité devant l’impôt, une instruction publique laïque, le droit de vote des femmes et le droit de vote des étrangers aux élections communales. Le gouvernement provincial de Molinas ordonna la création de l’Office provincial du Travail, chargé de veiller au respect de l’article 28 de la constitution provinciale relatif à la journée de 8 heures, au salaire minimum et au travail des enfants et des femmes. Molinas abaissa son propre salaire de 2500 à 1800 pesos et suspendit le remboursement de la dette extérieure de la province, ce qui permit de rendre excédentaire le budget de Santa Fe. En outre, il mit en œuvre, sous l’impulsion du ministre Alberto Casella, un programme de travaux publics, propre à accroître l’emploi local. Il fut également à l’origine de réformes agraires modérées, mais âprement combattues par les radicaux conservateurs et alvearistes, ainsi que par la Sociedad Rural Argentina, association traditionnelle représentant les intérêts des producteurs agricoles et des éleveurs. Enfin, il fonda l’Institut expérimental de Recherches agricoles, ancêtre de l’actuel Institut national de Technologie agricole et d’élevage (INTA, Instituto Nacional de Tecnología Agropecuaria), fondé près de trente ans plus tard.
Cependant, le 3 octobre 1935, Justo dépêcha vers la province de Santa Fe le colonel Perlinger et le ministre Joaquín F. Rodríguez, avec mission de se rendre maître du gouvernement local. Si une résistance armée se constitua contre cette intervention fédérale, Molinas et De la Torre la désavouèrent, afin d’éviter un bain de sang. Rodríguez se hâta d’abroger la constitution de 1921 restaurée par Molinas et annula progressivement toutes les décisions de Molinas.
Auparavant déjà, dès 1934, Justo avait ordonné une intervention fédérale dans les provinces de San Juan et de Tucumán, et décida des interventions militaires similaires dans les provinces de Catamarca et de Buenos Aires en 1935, cette dernière intervention permettant l’élection frauduleuse de Manuel Fresco au poste de gouverneur.
Nonobstant cette politique répressive, l’UCR décida en 1935 de renoncer à la position abstentionniste qu’elle avait adoptée pour protester contre la fraude, et Alvear put s’en revenir de son exil. S’insurgeant contre cette palinodie d’Alvear, un groupe de jeunes yrigoyénistes à tendance nationaliste fonda le 29 juin 1935 le mouvement FORJA (Fuerza Orientadora Radical de la Juventud Argentina, Force d’Orientation Radicale de la Jeune Argentine), lequel, élisant comme ses chefs les socialistes Arturo Jauretche, Raúl Scalabrini Ortiz et Gabriel del Mazo, et se donnant pour devise « Nous sommes une Argentine coloniale, nous voulons une Argentine libre », se retira de l’UCR. Entre autres choses, FORJA dénonça le silence complice du gouvernement sur nombre de problèmes, tels que les conditions dans lesquelles fut créée la Banque centrale, les « sacrifices économiques imposés, au profit du capitalisme étranger », la politique des hydrocarbures, les « interventions fédérales militaires arbitraires », les « restrictions de la liberté d’opinion », l’adhésion de l’Argentine à la Société des Nations (v. ci-dessous), la rupture des relations avec la Russie soviétique, les enquêtes parlementaires, le crime du Sénat (cf. ci-dessous Pacte Roca-Runciman), etc. Cette scission au sein de l’UCR obligea la Concordancia à faire derechef appel à la fraude et à la répression pour éviter la défaite dans les urnes.

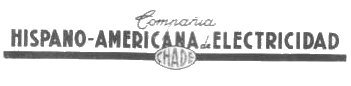
L’un des cas de corruption les plus emblématiques de la Décennie infâme fut le scandale de la CHADE (Compañía Hispano-Americana de Electricidad).

La même année encore, les divisions au sein du radicalisme s’exacerbèrent sous l’effet du scandale autour de la concession accordée à la Compañía Hispano-Americana de Electricidad (CHADE), laquelle fut accusée d’avoir suborné des politiciens conservateurs et radicaux, y compris le ministre des Finances d’alors et futur président Roberto Marcelino Ortiz. Dans l’ordre des abus et de la corruption mérite ici mention également l’acquisition par l’armée de terrains à El Palomar au double de leur valeur avec l’assentiment et la complicité de fonctionnaires et des législateurs.
Alvear cependant représentait le principal obstacle à la reconduite de la Concordancia. Celle-ci lui opposa donc les candidatures du radical antipersonnaliste Roberto Ortiz et du conservateur Ramón Castillo. En septembre 1938 eurent lieu les élections, qu’émaillèrent de nombreux incidents avec morts et blessés et de fréquentes interventions policières contre les magistrats de l’opposition ; plusieurs provinces firent l’objet d’une intervention fédérale, notamment la province de Catamarca, à la tête de laquelle Justo avait placé l’ultranationaliste et philonazi Gustavo Martínez Zuviría, alias l’écrivain Hugo Wast.
Les provinces cruciales de Buenos Aires, Santa Fe et Mendoza restèrent ainsi dans le giron de la Concordancia, qui consacra finalement Ortiz comme président.
Alvear s’exprimait ainsi à propos des conservateurs :

« Je connais depuis cinquante ans ce radicalisme et les conservateurs de Buenos Aires, et convenons que ces conservateurs n’ont rien amélioré en quoi que ce soit, qu’ils n’ont rien fait pour le bien de la province. Cela fait cinquante ans que je les connais, parce que j’ai été actif là-bas. Ils avaient à leur service des hommes de main et des urnes à double fond. J’en ai brisé une à Morón. Aujourd’hui, ils s’apprêtent à utiliser les mêmes armes. »

— Marcelo T. de Alvear.

### Le mouvement ouvrier
Au moment du putsch de 1930, il existait en Argentine trois syndicats ouvriers : la Confédération ouvrière argentine (Confederación Obrera Argentina, en abrégé COA), fondée en 1926 et lié au Parti socialiste, l’Union syndicale argentine (USA, anarcho-syndicaliste), et la Fédération ouvrière régionale argentine (FORA V, dissoute par Uriburu). Le 20 septembre 1930, la COA et l'USA fusionnèrent pour former la Confédération générale du Travail (CGT), sans que cette fusion pût empêcher une rivalité persistante entre les deux tendances.
Cependant, le courant syndicaliste de la CGT se discrédita par son alliance de soutien au gouvernement, conclue dans le but d’obtenir des avancées sociales, tandis que le courant socialiste prônait une opposition ouverte, couplée à un appui politique au Parti socialiste. Le courant syndicaliste se compromit en particulier par ses accords avec le gouverneur profasciste de Buenos Aires, Manuel Fresco (1936–1940). Celui-ci, élu à l’issue des élections les « plus burlesques » et les « plus frauduleuses » de la Décennie infâme (selon les termes de l’ambassadeur des États-Unis), chargea l’architecte Francisco Salamone de livrer les plans de plusieurs édifices monumentaux, qui combinaient les styles Art déco, fonctionnaliste, futuriste et fasciste.
Bien que la crise économique et le subséquent exode rural eussent amené à Buenos Aires de nombreux travailleurs politiquement inexpérimentés, la politique de substitution aux importations, menée à partir de 1935 et concomitante à la montée en puissance des organisations syndicales, permit d’obtenir des augmentations salariales. En janvier 1936, une grève générale de 48 heures fut déclenchée par les ouvriers du bâtiment, lors de laquelle 3 travailleurs et 3 policiers perdirent la vie. Le 1er mai 1936, l’UCR appela à une vaste manifestation, qui rassembla quelque 160 000 personnes, et dans laquelle se trouvaient réunis pour la première fois tous les partis de l’opposition et le mouvement ouvrier. Cette même année, la pression syndicale fit adopter la loi n° 11.729 portant réglementation des contrats de travail dans le secteur des services.

### Politique économique
Outre les convulsions politiques consécutives au coup d’État, le nouveau pouvoir eut à faire face aux effets de la Grande Dépression, qui dissipa les excédents commerciaux de l’Argentine et, conduisant notamment à la fermeture des marchés où s’écoulaient jusque-là les produits exportables du pays, annula du coup les avantages relatifs de la politique de libre-échange. Par contrecoup, ce protectionnisme des grandes puissances sera finalement pour l’Argentine un incitatif à accélérer son développement industriel par une politique de substitution aux importations. De grandes entreprises, telles que la société agroalimentaire Bunge & Born ou le groupe Ernesto Tornquist, auparavant tournées vers les exportations, allaient s’appliquer désormais à diversifier leurs activités et à investir dans des industries desservant la consommation locale.
Le remplacement d’Alberto Hueyo par le socialiste indépendant Federico Pinedo au poste de ministre des Finances marqua un changement de cap de la politique économique du gouvernement, même si le cadre idéologique général resta conservateur. L’intervention gouvernementale dans l’économie s’accentua, se traduisant par la création du Comité régulateur des Vins (Junta Reguladora de Vinos), ainsi que de celui des Céréales (de Granos) et des Viandes (de Carnes), et de la Direction des Parcs nationaux. Ces Comités régulateurs nationaux visaient à développer les activités tant privées que publiques et à contrôler la qualité des produits, pour la consommation intérieure aussi bien que pour l’exportation. À l’effet de soutenir les prix des marchandises et d’éviter la surproduction, les Juntas Reguladoras procédèrent, en dépit de la pénurie, à la destruction de grandes quantités de maïs, transformant celui-ci en carburant à l’usage des locomotives, et jusqu’à 30 millions de pesos par an furent employés à détruire des excédents de vin.
Le 6 juin 1935 fut mise en place, selon les indications du britannique Otto Niemeyer, directeur de la Banque d’Angleterre, la Banque centrale de la République argentine (BCRA), d’abord dirigée par Raúl Prebisch. Le comité directeur de la BCRA était par ailleurs composé principalement de personnalités liées à la finance privée et avait pour mission la gestion du peso et la régulation des taux d'intérêt. L’écrivain et penseur Raúl Scalabrini Ortiz critiquait vivement l’engagement britannique en Argentine, dont la BCRA lui apparaissait emblématique. Fut également fondée la Corporation des transports, destinée à protéger les services de chemins de fer et de tramways, aux mains des Britanniques, contre la concurrence des autobus de transports en commun. La collecte centralisée des impôts fut légalement instituée en 1934.
Cette même année 1934, l’on réalisa le premier recensement industriel, lequel permit d’établir à 600 000 le nombre de travailleurs occupés dans ce secteur. Des lois furent adoptées régulant l’activité bancaire et les investissements. Les conditions offertes pour le placement de capitaux étrangers eurent pour effet de stimuler l’industrialisation, surtout dans les provinces de Buenos Aires et de Santa Fe, où s’établirent des industries alimentaires (Adams, Royal, Suchard, Quaker), de caoutchouc (Firestone), électriques (Eveready, Osram, Philco) et textiles (Ducilo, Sudamtex). Les premières grandes entreprises argentines commencèrent à émerger, comme p.ex. Siam Di Tella, qui allait fabriquer des appareils ménagers et des automobiles.
En outre, Pinedo lança un plan national de construction de routes, grâce auquel le réseau routier national atteignait en 1938 un total de 30 000 kilomètres (quoique beaucoup de ces routes restassent dépourvues de revêtement). Ce réseau était en concurrence avec le système ferroviaire, en majorité aux mains de compagnies britanniques, et favorisa la pénétration sur le marché argentin de fabricants américains de véhicules automoteurs. De façon générale, les investissements directs à l'étranger (IDE) des États-Unis s’accrurent sensiblement durant cette période, entre autres par l’installation en Argentine d’entreprises textiles (nommément Sudamtex, Ducilo et Anderson Clayton), d’industries du caoutchouc (Firestone et Goodyear), de l’entreprise électronique Philco et du fabricant de produits chimiques Johnson & Johnson.

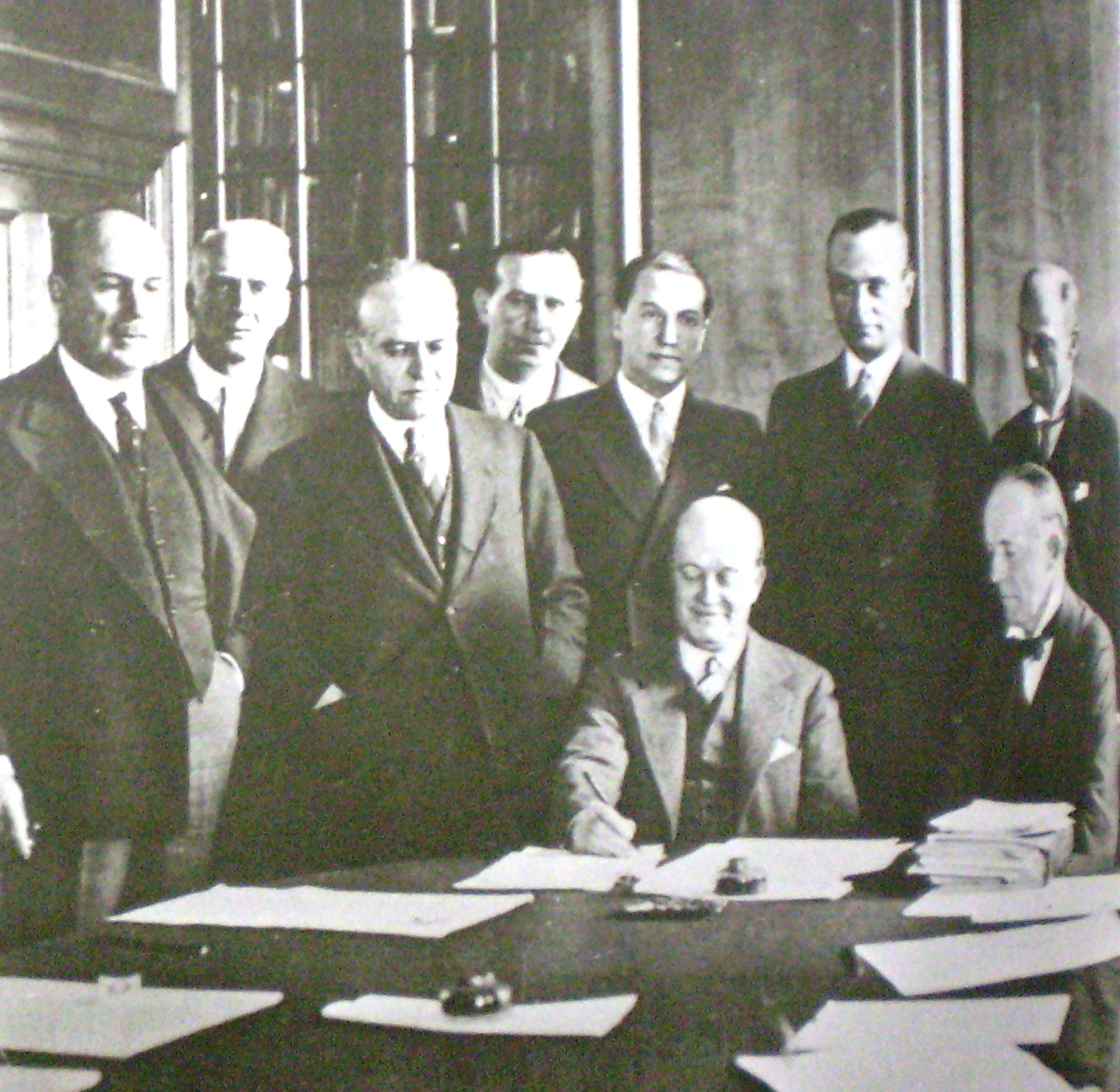
Le vice-président Roca (2e à droite, assis) signant le pacte Roca-Runciman en 1933.

Ces bouleversements économiques (Grande Dépression, industrialisation) sont à l’origine d’un exode rural massif. De nombreux travailleurs agricoles, poussés à gagner la banlieue des grandes villes, y donnèrent naissance aux premières villas miseria (bidonvilles) et firent bondir la population de Buenos Aires de 1,5 million d’habitants en 1914 à 3,5 millions en 1935. Ces nouveaux citadins, dépourvus de conscience de classe et d’expérience politique — au contraire des travailleurs immigrés européens, qui emportaient avec eux des idées socialistes et anarchistes —, allaient, dans la décennie suivante, fournir la base sociale du péronisme.

#### Pacte Roca-Runciman
L’un des événements les plus controversés survenus sous le mandat de Justo fut la signature en 1933 du pacte Roca-Runciman avec la Grande-Bretagne. Les Britanniques avaient adopté, lors de la conférence d’Ottawa de 1932, des mesures tendant à favoriser les importations en provenance de leurs propres colonies et dominions, et donc fortement préjudiciables aux producteurs argentins.
Le traité provoqua un scandale, parce que le Royaume-Uni accordait à l’Argentine des quotas inférieurs à ceux de ses dominions, à savoir 390 000 tonnes annuelles de viande, en échange d’un grand nombre de concessions pour les entreprises britanniques. Aux termes du traité, 85 % des exportations devaient s’effectuer au moyen de navires frigorifiques britanniques, les tarifs des chemins de fer mis en service par le Royaume-Uni ne seraient soumis à aucune régulation, il ne serait pas fixé de droits de douane sur le charbon, aucun traitement spécial ne serait imposé aux entreprises britanniques ayant des investissements en Argentine, et les prix des exportations seraient diminués. Les déclarations faites à ce propos par le vice-président Roca n’étaient certes pas de nature à désamorcer le scandale :

« En notre temps, la géographie politique ne parvient pas toujours à imposer ses limites territoriales à l’activité de l’économie des nations. Ainsi un publiciste à la personnalité envieuse a-t-elle pu dire que l’Argentine, par son interdépendance réciproque, fait, d’un point de vue économique, partie intégrante de l’Empire britannique. »

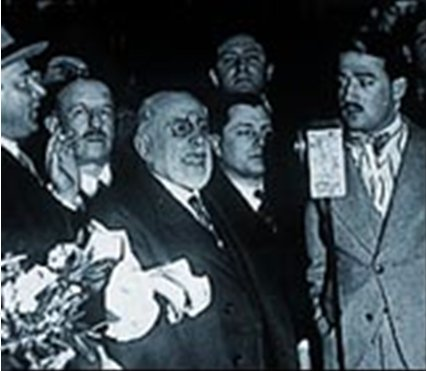
Lisandro de la Torre fut surnommé Procureur de la Patrie pour avoir mis au jour la corruption et les prévarications au bénéfice des intérêts britanniques lors du débat des viandes.

Le sénateur de Santa Fe Lisandro de la Torre du Parti démocrate progressiste fut l’un des principaux opposants au traité et dénonça les délits que commettaient subrepticement les firmes frigorifiques anglaises et le gouvernement, ce qui conduisit à l’ouverture d’une enquête sénatoriale ‒ résultat qui valut à De la Torre le surnom de « Procureur de la Patrie ». L’enquête du reste connaîtra un dénouement tragique le 23 juillet 1935, lorsque le sénateur démocrate-progressiste Enzo Bordabehere, coauteur avec De la Torre desdites dénonciations, sera tué de trois coups de feu, en pleine enceinte du Sénat, par un sicaire, ancien policier, stipendié par le caudillo conservateur Ramón Valdés Cora, dans un attentat qui visait en fait à assassiner De la Torre. L’événement a fait l’objet en 1984 d’une adaptation au cinéma, le film Asesinato en el Senado de la Nación de Juan José Jusid.
Le pacte Roca-Runciman fut unilatéralement dénoncé par le Royaume-Uni en 1936 ; les tractations visant à le maintenir débouchèrent sur la conclusion d’un autre accord, le traité Malbrán-Eden, qui fixait des tarifs douaniers élevés sur l’importation de viande argentine en Grande-Bretagne.

### Politique extérieure
En 1933, Justo obtint la réintégration de l’Argentine dans la Société des Nations.
Alors que se déroulait la guerre du Chaco entre la Bolivie et le Paraguay, le gouvernement de Justo s’efforça, par l’intermédiaire de son chancelier Carlos Saavedra Lamas, de mobiliser les gouvernements de la région contre la doctrine Monroe, professée par l’administration américaine. Ses initiatives aboutirent en 1933 à la signature du traité dit Pacto antibélico Saavedra Lamas. À la suite de tractations ardues et complexes, la Bolivie et le Paraguay signèrent finalement, le 7 juin, deux protocoles d’accord mettant fin aux hostilités, pour enfin conclure en 1938 le traité de Paix, d’Amitié et des Frontières (en esp. Tratado de Paz, Amistad y Límites). Pour son action dans le conflit, Saavedra Lamas se vit décerner le Prix Nobel de la paix en 1936.

## Gouvernement de Roberto Marcelino Ortiz (1938-1940)

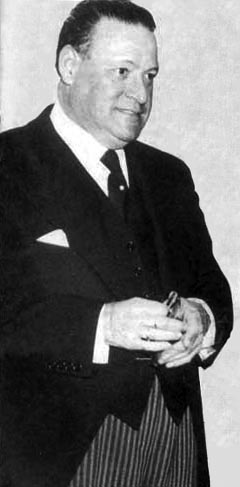
Le président Roberto M. Ortiz, de l’Union civique radicale antipersonnaliste, fut empêché à partir de 1940 d’exercer la présidence en raison du diabète dont il était atteint, et mourut en 1942, avant d’avoir pu achever son mandat.

Roberto Marcelino Ortiz fut le premier civil en 8 ans à ceindre l’écharpe présidentielle. Il tenta, sans résultat, d’impulser des réformes propres à établir un régime démocratique, voulut démanteler l’appareil mis en place par Justo et s’évertua par tous les moyens à obtenir des élections honnêtes pour celui qui lui succéderait. Une des mesures les plus controversées de son mandat fut la circulaire secrète antisémite signée en 1938 par le chancelier José María Cantilo, également radical-antipersonnaliste, laquelle circulaire donnait ordre aux consuls d’Argentine en Europe de refuser des visas « aux indésirables et aux expulsés », en référence aux citoyens juifs de ce continent.
Peu après son entrée en fonction comme président, Ortiz tomba gravement malade du diabète, maladie qui allait le rendre par la suite totalement aveugle. En 1940, l’incapacité physique d’Ortiz devait l’empêcher d’exercer la présidence, ce pourquoi il fut remplacé à ce poste par le vice-président Ramón Castillo, qui assumera la présidence en 1942, peu avant la mort d’Ortiz.

## Gouvernement de Ramón Castillo (1940-1943)

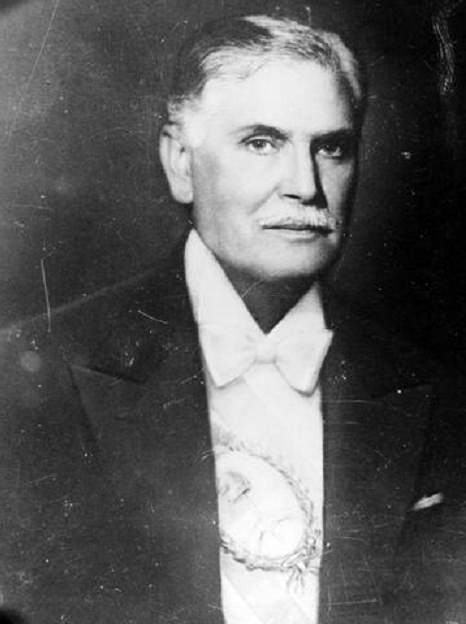
Ramón Castillo, ultime chef d’État de la Décennie infâme. Il sera renversé par un coup d’État militaire le 4 juin 1943.

Ramón Castillo avait été gouverneur interventeur de la province de Tucumán sous le pouvoir de facto de José Félix Uriburu. Par suite de la maladie d’Ortiz, il fut depuis 1940 chargé de manière effective du pouvoir exécutif.
Il poursuivit la politique extérieure de son prédécesseur, maintenant notamment la neutralité de l’Argentine dans la Seconde Guerre mondiale. Il créa la Flotte marchande de l’État, et prit d’autres mesures d’intérêt national, telles que la révocation de la concession du port de Rosario, détenue par un opérateur français, la nationalisation de la firme britannique Compañía Primitiva de Gas, la création de la Dirección de Fabricaciones Militaires (Direction des industries militaires) et la mise en service des Altos Hornos Zapala (hauts fourneaux).
Il mena une politique résolument autoritaire, disposant des portefeuilles ministériels avec désinvolture, et décidant, devant les dénonciations de corruption faites au sein du Conseil de délibération de Buenos Aires, de dissoudre celui-ci.

## Coup d’État militaire du 4 juin 1943
Les États-Unis, après qu’ils eurent été attaqués en 1941 à Pearl Harbor par l’empire du Japon et entraînés ainsi à sortir de leur neutralité dans la Seconde Guerre mondiale, commencèrent à faire pression sur les pays latino-américains pour les amener à faire de même, exacerbant l’opposition entre les partisans de l’entrée en guerre et les défenseurs de la neutralité. D’autre part, le contrôle de l’exécutif sur l’armée était de plus en plus incertain et l’appui des militaires au gouvernement de plus en plus chancelant depuis la mort du général Justo le 11 janvier 1943.
À l’instar de ce qui s’était produit depuis la dictature du général Uriburu, le président Castillo, dans la perspective des élections prochaines de 1943, avait commencé à organiser une fraude à grande échelle pour assurer la victoire de l’alliance conservatrice formée par Robustiano Patrón Costas et Manuel de Iriondo. Les penchants aristocratiques et autoritaires bien connus de Patrón Costas, ainsi que sa prise de position publique pour l’entrée en guerre de l’Argentine, mobilisèrent contre lui les secteurs les plus divers.
Le président Ramón Castillo dut affronter plusieurs conspirations militaires et tentatives avortées de coup d’État. Au moment du putsch du 4 juin 1943 se tramaient déjà diverses conspirations civico-militaires (comme celle du GOU, fomentée par le radical Ernesto Sanmartino et le général Arturo Rawson, les opérations menées par le radical-unioniste Emilio Ravignani, etc.) ; néanmoins, le coup d’État du 4 juin 1943 ne semble avoir été prévu par personne et fut du reste exécuté avec une grande dose d’improvisation et, à la différence de tous les putschs qui s’étaient produits auparavant en Argentine, quasiment sans participation de civils.
L’élément déclencheur concret du coup d’État militaire fut la démission que le président Castillo exigea le 3 juin de son ministre de la Guerre, le général Pedro Pablo Ramírez, au motif que ce dernier s’était entretenu le 26 mai avec un groupe de dirigeants de l’Union civique radicale, lesquels lui offrirent la candidature à la présidence pour les élections prochaines, à la tête de l’Union démocratique, alliance politique que l’aile modérée du radicalisme (les unionistes) s’efforçaient alors de concrétiser avec le Parti socialiste et le Parti démocrate progressiste, avec l’appui des communistes,.
Le putsch fut décidé la veille, lors d’une réunion tenue dans le camp militaire Campo de Mayo, dans la banlieue nord-ouest de Buenos Aires, et présidée par les généraux Arturo Rawson et Pedro Ramírez. Il est d’intérêt historique de relever que ni le général Edelmiro Farrell, ni le colonel Juan Perón, lesquels allaient être par la suite les grands dirigeants de la Révolution de 1943, ne participèrent à cette reunión ‒ Farrell invoquant des raisons personnelles pour ne pas prendre part au putsch quand il y fut invité par le général Rawson, et Perón n’ayant pu être contacté.
Dans la matinée du 4 juin 1943, une force militaire de 8000 soldats, emmenée par les chefs du soulèvement ‒ les généraux Arturo Rawson et Elbio Anaya, les colonels Emilio Ramírez et Fortunato Giovannoni, et le lieutenant-colonel Tomás A. Ducó (célèbre président du Club Atlético Huracán) ‒ sortit de Campo de Mayo. En arrivant à l’École de mécanique de la Marine (ESMA), dans le quartier Núñez de Buenos Aires, la colonne fut attaquée par des forces loyalistes qui s’y trouvaient retranchées, les combats provoquant 30 morts et une centaine de blessés. Après la reddition de l’ESMA, le président Castillo s’embarqua, en compagnie des membres de son cabinet, à bord du dragueur de mines Drummond, qui les attendait dans le port de Buenos Aires,, et donna l’ordre de s’éloigner en direction de l’Uruguay, laissant inoccupée la Casa Rosada, dans laquelle pénétrèrent alors les généraux Juan Pistarini, Armando Verdagauer, Pedro Pablo Ramírez et Edelmiro Farrell, et les amiraux Sabá H. Sueyro et Guisasola. Les nouveaux occupants reçurent la colonne rebelle peu après midi, le général Arturo Rawson assumant alors la présidence. Les troupes furent acclamées par la foule, qui détruisit quelques autobus appartenant au monopole britannique de transports publics.
Le triomphe des insurgés apparaissant incontestable, Castillo débarqua le jour suivant à La Plata, où il signa sa démission.
Dans un premier temps, toutes les forces politiques et sociales soutinrent le coup d’État, avec plus ou moins d’enthousiasme, à la seule exception du Parti communiste. Il en fut de même de la Grande-Bretagne et des États-Unis, qui accueillirent le putsch « avec des cris de satisfaction », selon ce qu’en relata Sir David Kelly, ambassadeur de Grande-Bretagne en Argentine à cette époque. L’ambassade d’Allemagne au contraire avait brûlé ses archives le jour précédent.

## Anecdote
- Le film de María Luisa Bemberg intitulé Miss Mary, de 1986, dont l’action se déroule durant cette période, donne à voir l’hypocrisie et l’excessif conventionnalisme social de l’oligarchie dominante.